# Willem de Zoete
 Willem de Zoete, Herr von Haultain, (* 1565; † 26. September 1637 in Sluis) war ein niederländischer Admiral.
Auch Willem de Zoete van Laecke. Er war der Sohn von Alexander und Margaretha van Berchem aus einem südniederländischen Geschlecht. 1601 bis 1627 war er Leutnant-Admiral von Zeeland (als Nachfolger von Justinus von Nassau).
1605 hatte er das Kommando über eine Kanalflotte, die den Transport spanischer Truppen nach Flandern unterbinden sollte. Dabei kam es auch zu Verwicklungen mit England, die unter Jakob I. wieder Spanien freundlicher gesinnt waren und diese Transporte insgeheim unterstützten (obwohl sie offiziell neutral waren). 1605/06 führte er eine Expedition zur Bekämpfung der Spanier vor deren Küste mit gemischtem Erfolg (beim ersten Mal musste er die Aktion wegen des Ausbleibens von Proviant abbrechen, im Folgejahr wurde seine Flotte bei schlechtem Wetter zerstreut, wobei der niederländische Seeheld Reinier Claeszen am 7. Oktober 1606 vor Kap St. Vincent fiel). 1611/12, 1618 und 1620/21 bekämpfte er Barbaresken im Mittelmeer. 
1625 kommandierte er eine Hilfsflotte von 20 Schiffen der Niederländer, die die Franzosen bei der Belagerung der Hugenotten in La Rochelle und der Eroberung der Île de Ré unterstützte. Dies erfolgte aufgrund des Vertrags von Compiègne mit Frankreich von 1624, war aber in den Niederlanden sehr unbeliebt und wurde Anfang 1626 rückgängig gemacht und die Flotte wieder abgezogen (das eingeschlossene La Rochelle ergab sich aber 1628). In der Zeit von 1623 bis 1625 war er der einzige Leutnant-Admiral der Niederlande (der Leutnant-Admiral von Holland Jacob van Wassenaar van Obdam war 1623 gestorben). Das führte später zu Unstimmigkeiten über die Verteilung der Kommandogewalt zwischen Holland und Zeeland.
1626 verteidigte er Sluis und wurde nach seiner Entlassung aus dem Dienst 1627 Gouverneur von Sluis.